# Kostel svatého Karla Boromejského (Písek)
Kostel svatého Karla Boromejského je kostel v Písku. Je jediným kostelem v českobudějovické diecézi, který byl postaven po roce 1989. Stavbu kostela na píseckém sídlišti uskutečnil roku 2000 díky německému sponzorovi Karlu Eckertovi děkan Josef Jiran. Projekt svatyně na půdorysu šesticípé hvězdy vypracoval architekt Pavel Veřtát, dokončenou stavbu posvětil českobudějovický biskup Antonín Liška dne 18. listopadu 2000. Kostel je zasvěcen svatému Karlu Boromejskému.